# 1987年8月逝世人物列表
1987年逝世人物列表：1月 - 2月 - 3月 - 4月 - 5月 - 6月 - 7月 - 8月 - 9月 - 10月 - 11月 - 12月
1987年8月逝世人物列表，是用於匯總1987年8月期間逝世人物的列表。

## 依日期排序

### 1日
- Benson Fong，70歲，美國演員，中風。[1]
- Howdy Forrester，65歲，美國藍草小提琴手。[2]
- S. Marshall Kempner，88歲，美國投資銀行家，加利福尼亞法國銀行創始人，心力衰竭。[3]
- 波拉·内格里，90歲，波蘭裔美國女演員和歌手，患有肺炎和腦瘤。[4]

### 2日
- 穆罕默德·喬凱爾（Mohammad Choucair），70歲，黎巴嫩政治家，遇刺身亡。
- 阿布·赛义德·乔杜里（Abu Sayeed Chowdhury），66歲，孟加拉国总统，联合国人权理事会主席，心臟病發作。[5]
- 湯姆·多爾，39-40歲，美國同性戀活動家。
- 傑米·費雷爾（Jaime Ferrer），70歲，菲律賓律師、遊擊隊員和政治家，地方政府秘書，遇刺身亡。[6]
- 克萊門特·豪厄爾（Clement Howell），51歲，特克斯和凱科斯群島政治家，推測是飛機失事。
- 大衛·詹森（David N. Johnson），65歲，美國管風琴家和作曲家。
- David A. Martin，50歲，美國創始成員兼 Sam the Sham 的貝斯手，心臟病發作。
- Mangkunegara VIII，62歲，印尼政治家，爪哇 Mangkunegaran 的最後一位統治者。
- Myron Stout，78-79歲，美國抽象畫家，肺癌。[7]
- 伊夫·沃勒爾（Yves Volel），52-53歲，海地律師、活動家和總統候選人，遇刺身亡。[8]

### 3日
- 加里克·阿格纽（Garrick Agnew），56歲，澳大利亞游泳運動員，商人和兩屆奧運會選手，心臟病發作。[9]
- 愛德華·考爾特（Edward Cowart），62歲，美國巡迴法官，心臟病發作。[10]
- 約瑟夫·德施（Joseph Desch），80歲，美國電氣工程師和發明家。[11]
- 多蘿西·哈默斯坦（Dorothy Hammerstein），88歲，澳大利亞裔美國室內設計師和裝飾師，奧斯卡·漢默斯坦二世（Oscar Hammerstein II）的妻子。[12]
- William S. Moorhead，64歲，美國政治家，美國眾議院議員，肺癌。[13]
- Ivan Mykolaichuk，46歲，烏克蘭演員和編劇（遠祖的陰影）。
- 伊萬·斯瓦尼澤（Ivan Svanidze），59歲，出生於德國的蘇聯學者，專攻農業和非洲研究。

### 4日
- 迪克·法尼，65歲，巴西爵士鋼琴家、作曲家和歌手。
- 肯尼·普萊斯，56歲，美國鄉村音樂歌手、詞曲作者和演員，心臟病發作。[14]
- Jesse M. Unruh，64歲，美國政治家，少數黨領袖和加利福尼亞州議會發言人，前列腺癌。[15]
- John W. Wydler，63歲，美國政治家，美國眾議院議員，心臟病發作。[16]

### 5日
- 阿納托利·帕帕諾夫，64歲，蘇聯演員，心臟病發作。
- 薩爾瓦多·弗洛雷斯·里維拉（Salvador Flores Rivera），67歲，墨西哥作曲家和歌手。
- 澀澤龍彥，59歲，日本小說家、藝術評論家和法國文學翻譯家，頸動脈瘤破裂。

### 6日
- 阿巴斯·巴貝（Abbas Babaei），36歲，伊朗飛行員，伊朗空军准將，被擊落。
- 舍伍德·貝利，64歲，美國童星，癌症。[17]
- Paula Bauersmith，78歲，美國女演員，癌症。[18]
- Ira C. Eaker，91歲，二戰期間的美國陸軍航空隊上將。[19]
- Lena Küchler-Silberman，77歲，波蘭猶太抵抗運動成員。
- 邁爾斯·萊恩，83歲，美國 NHL 冰球運動員（紐約遊騎兵）和最高法院大法官，阿爾茨海默病。[20]
- 萊昂·諾埃爾，99歲，法國外交官和政治家，法國駐波蘭大使。

### 7日
- 米哈伊洛·阿波斯托爾斯基，80歲，馬其頓將軍和政治家。
- 珍妮·博伊特爾，83歲，法國電影女演員，法國抵抗運動成員。
- 卡米爾·夏蒙（Camille Chamoun），87歲，黎巴嫩政治家，黎巴嫩总统，心臟病發作。[21]
- Andrew D. Holt，82歲，美國教育家，田納西大學校長。[22]
- 岸信介，90歲，日本政治家，內閣總理大臣，心臟併發症。[23]
- Jaap van Praag，77歲，荷蘭足球管理員，阿贾克斯足球俱乐部主席，交通事故。

### 8日
- 達尼洛·布拉努沙，83歲，南斯拉夫數學家、物理學家和工程師，萨格勒布大学教授。[24]
- 朱利安·戈爾金（Julián Gorkin），86歲，西班牙革命社會主義者，马克思主义统一工人党領袖。[25]
- 勞倫斯海德（Laurence Hyde），73歲，英裔加拿大電影製作人、畫家和平面藝術家。
- Nirmal Mahto，36歲，印度政治活動家，賈坎德解放陣線領導人，被謀殺。[26]
- 特雷弗·奧基夫（Trevor O'Keeffe），18-19歲，愛爾蘭男子，在法國搭便車時被謀殺。[27]
- Irwin Schiff，50歲，美國商人和黑幫同夥，被謀殺。[28]

### 9日
- 魯道夫·布羅比-約翰森（Rudolf Broby-Johansen），86歲，丹麥藝術史學家、共產主義活動家和作家。
- 萊昂·凱瑟林（Leon Keyserling），79歲，美國經濟學家和律師，经济顾问委员会主席。[29]
- August Miete，78歲，納粹德國黨衛軍成員和大規模殺人犯，被判處無期徒刑。
- 亨利·摩根（Henry Morgan），80歲，愛爾蘭一流板球運動員。[30]

### 10日
- Georgios Athanasiadis-Novas，94歲，希臘政治家，希腊总理，心力衰竭。[31]
- 凱西·多諾萬（約翰·卡爾弗），43歲，美國色情演員，愛滋病。[32]
- Edmund Germer，85歲，德國發明家，螢光燈之父。[33]
- Uys Krige，77歲，南非小說、詩歌和戲劇作家。[34]
- 派翠克·奧博伊爾（Patrick O'Boyle），91歲，美國羅馬天主教主教，華盛頓大主教。[35]
- 山階宮武彥王，89歲，日本山科宮的負責人。
- 拉奎爾·托雷斯（Raquel Torres），78歲，墨西哥出生的美國電影女演員，心臟病發作。[36]

### 11日
- 尤金·博爾迪納特（Eugene Bordinat），67歲，美國汽車設計師和企業高管（福特汽车）。[37]
- Živko Čingo，51歲，南斯拉夫作家。
- F. Herrick Herrick，85歲，美國電影導演。
- 沃爾特·赫爾曼（Walter Herrmann），76歲，德國核物理學家和機械工程師。
- 克拉拉·佩勒（Clara Peller），85歲，俄羅斯出生的美國美甲師和電視名人，心力衰竭。[38]
- 亞歷山大·齊格勒，43歲，瑞士作家和演員，自殺。

### 12日
- 克裡斯特爾·貝內特（Crystal Bennett），68歲，英國考古學家，在安曼創立了英國研究所，患有肝病。[39]
- 萊斯特·加巴，80歲，美國雕塑家和作家，結腸癌。[40]
- 德米特裡·克列巴諾夫，69歲，烏克蘭作曲家。
- 谢莉·朗，85歲，美國舞蹈家和演員。
- 法泰姆·索科利（Fatime Sokoli），39歲，阿爾巴尼亞民間音樂歌手。

### 13日
- Thomas B. Manuel，88歲，美國社區領袖和政治家，心臟病發作。[41]

### 14日
- Sydney Bromley，78歲，英國演員，癌症。
- 伯納德·法格（Bernard Fagg），71歲，英國考古學家和博物館館長。[42]
- 瑪麗-路易絲·胡珀（Mary-Louise Hooper），80歲，美國女繼承人，民權和反種族隔離運動活動家。
- Narayana Kasturi，89歲，印度作家、教授和記者。
- 布魯斯特·梅森，64歲，英國演員，跌倒受傷。
- 文森特·佩尔西凯蒂（Vincent Persichetti），72歲，美國作曲家和鋼琴家。[43]
- 埃德加·羅森伯格（Edgar Rosenberg），61歲，德國出生的英國電影和電視製片人，自殺。[44]
- 佐佐木重夫，74歲，日本數學家（Sasakian manifolds）。[45]
- 威利·西弗（Wylie Sypher），81歲，美國非小說類作家。[46]

### 15日
- 康斯坦丁·亞歷山德羅夫，67歲，蘇聯水手和奧運選手。[47]
- 漢娜·格雷利（Hanna Greally），63歲，愛爾蘭作家，違背自己的意願在精神病院被監禁了 18 年。[48]
- 烏巴爾多·拉戈納（Ubaldo Ragona），70歲，義大利電影導演和編劇。
- 丹·桑迪弗，60歲，美國 NFL 球員（華盛頓紅皮隊），心臟病。[49]
- 羅伯特·倫納德·尤因·斯科特（Robert Leonard Ewing Scott），90歲，美國被定罪的殺人犯。[50]
- 路易士·斯庫特奈爾（Louis Scutenaire），82歲，比利時法語詩人和無政府主義者。[51]
- K. K. Shetty，86歲，印度政治家，國會議員。

### 16日
- 佩佩·卡塞雷斯（Pepe Cáceres），52歲，哥倫比亞鬥牛士，因血緣受傷而出現併發症。[52]
- 多蘿西·休斯（Dorothy Hughes），77歲，英國出生的肯亞建築師和政治家。[53]
- 栗島澄子，85歲，日本女演員，日本傳統舞蹈大師。[54]
- 撒母耳·盧貝爾（Samuel Lubell），75歲，美國民意調查員和作家，中風。[55]
- 埃德溫·巴納德·馬丁（Edwin Barnard Martin），68歲，在納粹德國的不列颠自由军团（British Free Corps）的加拿大成員。
- 安德列·米羅諾夫，46歲，蘇聯演員，因藥物給葯不當而出現併發症。[56]
- 彼得·施德洛夫，65歲，奧地利出生的英國中提琴家，阿瑪迪斯四重奏的聯合創始人。[57]
- 尼克·瓦诺斯，24歲，美國 NBA 籃球運動員（菲尼克斯太阳），飛機失事。[58]
- 查理斯·衛斯理，95歲，美國歷史學家、牧師和作家。[59]

### 17日
- Leon Berkowitz，75歲，美國藝術家。[60]
- 弗蘭克·貝斯維克（Frank Beswick），75歲，英國政治家，上議院副議長。[61]
- 克拉倫斯·布朗，97歲，美國電影導演（安娜·卡列尼娜、玉女神駒），腎衰竭。[62]
- 加里·切斯特（Gary Chester），62歲，美國錄音室鼓手和作家。[63]
- 卡洛斯·德拉蒙德·德·安德拉德（Carlos Drummond de Andrade），84歲，巴西詩人和作家，心臟病發作。[64]
- 鲁道夫·赫斯（Rudolf Hess），93歲，德國納粹官員，副元首，表面上是上吊自殺。[65]
- Harold McCluskey，75歲，美國化學操作技術員和輻射倖存者，冠狀動脈疾病。[66]
- Shaike Ophir，58歲，以色列演員、劇作家和導演（員警），肺癌。[67]
- 安蒂·蘭塔瑪（Antti Rantamaa），52歲，芬蘭神父，芬蘭議會議員和作家。
- Tjilik Riwut，69歲，印尼空軍軍官，中加里曼丹省省長，肝炎。
- 海因茨·舒伯特，73 歲，納粹德國黨衛軍軍官和戰犯。
- 蒂利特·西德尼·泰德利（Tillit Sidney Teddlie），102歲，美國歌唱教師、作曲家、出版商和牧師。[68]

### 18日
- Keerthisena Abeywickrama，53歲，斯里蘭卡政治家，國會議員，手榴彈襲擊。
- 深澤七郎（Shichirō Fukazawa），73歲，日本作家。
- 拉爾夫·哈弗（Ralph Haver），71-72歲，美國建築師（哈弗之家（Haver Homes）），肺病。[69]
- Dambudzo Marechera，35歲，辛巴威小說家、劇作家和詩人，患有肺病。[70]

### 19日
- Fergus Bowes-Lyon，58歲，英國貴族和同齡人，心臟病發作。[71]
- Laxmi Narayan Mishra，83歲，印度印地語劇作家。
- Sachin Nag，67歲，印度游泳運動員和水球運動員，奧運選手。[72]
- 海登·洛克，76歲，美國演員（我夢見珍妮），多發性骨髓瘤。[73]
- 保罗·施拉克，89歲，德國化學家。[74]
- 哈羅德·謝爾曼，89歲，美國作家和“超心理學家”。[75]
- Yidnekatchew Tessema，65歲，衣索比亞國際足球運動員（聖喬治體育會、埃塞俄比亞國家足球隊）。[76]

### 20日
- Winifred Bryson，94歲，美國舞臺和無聲銀幕女演員（A Heart to Let）。[77]
- 何塞·布埃諾·蒙雷亞爾，82歲，西班牙紅衣主教，塞維利亞羅馬天主教大主教。

### 21日
- 弗朗西斯·瑪麗·阿爾布里爾（Frances Mary Albrier），88歲，美國民權活動家。
- Bombolo，（Franco Lechner），56歲，義大利演員和喜劇演員，手術併發症。[78]
- 多蘿西·阿德靈頓·吉百利（Dorothy Adlington Cadbury），94歲，英國植物學家，糖果公司吉百利（Cadbury）董事。[79]
- 史蒂夫·大衛斯（Steve Davis），58歲，美國爵士貝斯手（約翰·柯川四重奏）。
- 李方桂，85歲，中國語言學家。[80]
- 安傑洛·法蘭切斯科·拉瓦尼諾（Angelo Francesco Lavagnino），78歲，義大利電影配樂作曲家。
- Glesca Marshall，80歲，美國女演員。[81]
- Irving Thalberg Jr.，56歲，美國作家，瑙瑪·希拉的兒子，癌症患者。[82]

### 22日
- Arne Brustad，75歲，挪威國際足球運動員（利恩足球會，挪威）和奧運會獎牌得主。[83]
- 倫納德·卡斯頓（Leonard Caston），70歲，美國藍調鋼琴家和吉他手，心臟病。[84]
- 瑪麗·多布金（Mary Dobkin），84歲，俄羅斯出生的美國業餘體育教練，中風。[85]
- Joseph P. Lash，77歲，美國政治活動家、記者和作家（普利策奖得主），心臟病。[86]
- 泰德·謝爾德曼（Ted Sherdeman），78歲，美國廣播製作人和編劇（火星叔叔马丁、飛翔的修女、被迷惑）。[87]
- 約翰·米爾頓·布萊恩·辛普森（John Milton Bryan Simpson），84歲，美國巡迴法官。[88]

### 23日
- Griselda Allan，81歲，英國藝術家。
- 齊格弗里德·鮑裡斯，80歲，德國作曲家。
- Thomas D'Alesandro Jr.，84歲，美國政治家，美國眾議院議員，心臟驟停。[89]
- Sheila van Damm，65歲，英國汽車拉力賽車手，倫敦Windmill Theatre 的老闆。[90]
- 瑪律科姆·柯克（Malcolm Kirk），51歲，英國職業摔跤手和橄欖球聯盟球員（費瑟斯通流浪者），在擂臺上死亡。[91]
- 保羅·納瓦略，20歲，安哥拉出生的葡萄牙足球運動員，在比賽中心臟病發作。[92]
- 迪迪埃·皮罗尼（Didier Pironi），35歲，法國賽車手和摩托艇賽車手，摩托艇比賽事故。
- Stéphanos I Sidarouss，83歲，埃及科普特禮天主教會神父。[93]

### 24日
- 蜜雪兒·阿爾法（Michèle Alfa），76歲，法國女演員，法國抵抗運動領導人的藏身之處。
- 道格拉斯·拜恩（Douglas Byng），94歲，英國喜劇歌手和詞曲作者。[94]
- 卡洛斯·科西奧（Carlos Cossio），84歲，阿根廷大學改革者、法學家、律師和教授。
- 韋恩·漢森，58歲，美國 NFL 足球運動員（芝加哥熊），骨癌。[95]
- W. W. Keeler，79歲，美國工程師和石油商，切諾基民族的首席酋長。[96]
- 貝亞德·拉斯汀（Bayard Rustin），75歲，美國公民和同性戀權利活動家，闌尾穿孔。[97]

### 25日
- 赫克托·阿巴德·戈麥斯（Héctor Abad Gómez），66歲，哥倫比亞醫生、大學教授和人權領袖，被謀殺。[98]
- 奧托·霍夫勒（Otto Höfler），86歲，奧地利語言學家，專門研究日耳曼語。
- 薩姆·卡恩（Sam Kahn），75歲，南非政治家，國會議員。
- 約翰·奧特爾·金斯頓，68歲，猶他州大衛斯縣合作社的美國受託人。[99]
- 維克多·斯塔福德·裡德（Victor Stafford Reid），74歲，牙買加作家。[100]
- 費爾南多·拉莫斯·達席爾瓦（Fernando Ramos da Silva），19歲，巴西演員（Pixote），員警槍戰。[101]

### 26日
- Vern Gardner，62歲，美國籃球運動員，中風。[102]
- 約翰·戈達德，68歲，巴巴多斯板球運動員，西印度群島測試隊隊長。[103]
- 馬塞洛·拉莫斯·莫塔（Marcelo Ramos Motta），56歲，巴西作家，心臟病發作。
- 阿爾貝托·索卡拉斯（Alberto Socarras），78歲，古巴裔美國長笛演奏家。
- Georg Wittig，90歲，德國化學家（维蒂希反应），諾貝爾化學獎獲得者。[104]

### 27日
- 本·布蘭奇（Ben Branch），59歲，美國企業家、爵士男高音薩克斯管演奏家和樂隊領隊。[105]
- 瓊·海索恩，72歲，英國女演員。
- 斯科特·拉洛克（Scott La Rock），25歲，美國嘻哈唱片騎師和音樂製作人，被謀殺。[106]
- 彼得·梅林格，77歲，美國自由式摔跤手和奧運會金牌得主。[107]
- 查理·斯莫爾斯，43歲，美國作曲家和詞曲作者，爆裂附錄。[108]

### 28日
- 莉蓮·蔡斯（Lillian Chase），93歲，加拿大醫生，糖尿病治療研究員。[109]
- 約翰·休斯頓（John Huston），81歲，美國電影導演和演員（梟巢喋血戰、非洲女王号、青樓情孽），肺炎。[110]
- 黃基明，52歲，越南海軍準將，反共抵抗運動領袖。
- 哈羅德·撒母耳（Harold Samuel），75歲，英國土地證券公司（Land Securities）創始人。[111]
- 傑克·楊（Jack Young），62歲，澳大利亞摩托車賽車手，Speedway 世界冠軍。[112]

### 29日
- 納吉·阿里（Naji al-Ali），48-49歲，巴勒斯坦漫畫家，遇刺身亡。[113]
- 阿奇·坎貝爾，72歲，美國喜劇演員和作家，心臟病發作。[114]
- Bernadene Hayes，75歲，美國影視女演員（Some Like It Hot、Dick Tracy's Dilemma），心臟問題。[115]
- 李·馬榮，63歲，美國影視演員（十二金剛、大熱），心臟病發作。[116]
- John R. Napier，70歲，英國靈長類動物學家、古人類學家和醫生。[117]
- Jean Schlumberger，80歲，法國珠寶設計師。[118]
- 菲力浦·哈格·史密斯（Phillip Hagar Smith），82歲，美國電氣工程師（史密斯图）。[119]

### 30日
- Wade H. McCree，67歲，美國法官，美國訟務次長，骨癌。[120]
- George Mikes，75歲，匈牙利出生的英國記者和作家，患有白血病。[121]
- 維克·西拉揚，58歲，菲律賓演員（Kisapmata、Of the Flesh），心臟病發作。
- John C. Sjogren，71歲，美國陸軍士兵，榮譽勳章獲得者，癌症。[122]
- 弗兰克·斯托克，75歲，加拿大出生的 NFL 足球運動員（布魯克林道奇隊），摔跤手（世界冠軍），阿爾茨海默病。[123]
- 迪克·楊，69歲，美國體育記者（紐約每日新聞）。[124]

### 31日
- 湯瑪斯·阿格羅，55歲，甘比諾犯罪家族的美國黑幫成員。
- Lenore Lonergan，59歲，美國舞臺和電影女演員，癌症。[125]